# Tramvajová trať Prašný most – Divoká Šárka
Tramvajová trať Prašný most – Divoká Šárka vede v Praze z východní části Dejvic kolem Starých Dejvic přes Vokovice a podél severní hranice Veleslavína do Dolní Liboce. Na křižovatce Prašný most odbočuje Svatovítskou ulicí na sever z trati vedoucí východozápadním směrem po ulici Milady Horákové, vede na Vítězné náměstí a z něj západním směrem zvýšeným tramvajovým pásem ve středu ulice Evropská kolem smyčky Červený vrch až na konečnou Divoká Šárka. Byla postupně vybudována v letech 1926–1947, v roce 1967 byla v oblasti Červeného Vrchu přeložena z Kladenské ulice do nově vybudované Leninovy (nynější Evropské).

## Historie

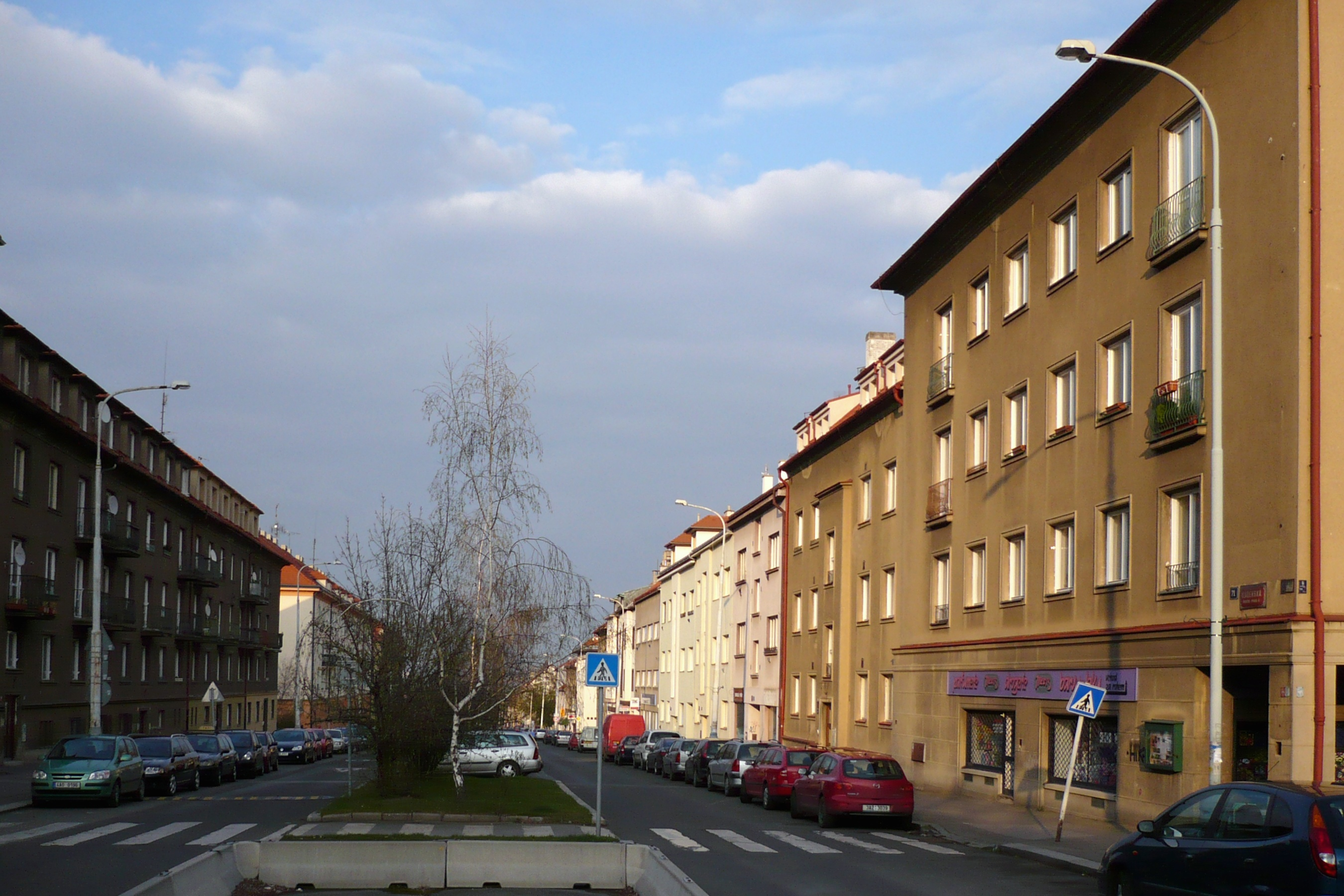
Zrušený úsek trati v Kladenské ulici

Trať po dnešní ulici Milady Horákové byla v úseku mezi dejvickým nádražím a vozovnou Střešovice zprovozněna 24. října 1909.
V prosinci 1916 byla navržena soustava tratí, které měly z letenské trati odbočovat do oblasti Bubenče a Dejvic v prostoru dnešní křižovatky Špejchar. Jedna větev měla vést dnešními ulicemi Pelléova a V sadech ke sv. Gotthardu, dnešními ulicemi Jaselská a Dejvická měla vést trať k dnešními Vítěznému náměstí, z ní měla dnešními ulicemi Kyjevská, Wuchterlova a Generála Píky vést nákladní odbočka do dejvické vojenské zásobárny a ta se měla v areálu kasáren dále větvit. Ulicí Svatovítskou měla vést jednokolejná spojka. Celý návrh byl zamítnut kvůli nežádoucímu úrovňovému křížení s Buštěhradskou dráhou.
Od 7. června 1926 byla od křižovatky Prašný most uvedena do provozu odbočná trať k Masarykově koleji v Dejvicích (dnešní zastávka Thákurova) a 12. listopadu 1926 byla prodloužena do zastávky Hadovka. Od 19. prosince 1928 z ní v zastávce Na Růžku (dnešní Vítězné náměstí) odbočuje trať do zastávky Nádraží Podbaba. 13. července 1930 byla trať z Hadovky prodloužena Kladenskou ulicí do Vokovic, resp. do blízkosti nádraží Praha-Veleslavín. Koncem roku 1932, v době budování Vítězného náměstí, byla trať manipulačně prodloužena do vozovny Vokovice, 6. ledna 1933 byl v tomto úseku zahájen veřejný provoz. Při zřízení kruhového objezdu na dnešním Vítězném náměstí po roce 1932 objížděly středový trávník po okruhu i tramvaje; toto uspořádání však bylo roku 1942 zrušeno a od této rekonstrukce protínají koleje křižovatku v dnešním uspořádání. 20. července 1947 byla trať prodloužena od vokovické vozovny o jednu zastávku do nově vybudované smyčky Divoká Šárka.
V roce 1967 byla v rámci výstavby sídliště Červený Vrch vybudována nová páteřní komunikace, Leninova (dnešní Evropská). Při té příležitosti od 17. července 1967 v úseku mezi Bořislavkou a nádražím Veleslavín tramvajová trať opustila Kladenskou ulici a přestěhovala se do nové Leninovy, nejprve manipulačně a od 7. listopadu 1967 ve veřejném provozu.
V roce 1988 proběhla rozsáhlá rekonstrukce trati v tehdejší Leninově ulici, kdy byly položeny panely BKV. V letech 2010 až 2013 byly v souvislousti se stavbou stanic metra Bořislavka a Nádraží Veleslavín v provozu přeložky kolem stavebních jam, poté byla trať přestavěna na klasickou konstrukci.
V roce 2013 bylo obnoveno a následně schváleno prodloužení trati o délce 2,1 kilometru ulicí Vlastinou do sídliště Na Dědině. Trať má pět zastávek s názvy Divoká Šárka, Vlastina, Sídliště Na Dědině, Ciolkovského a Dědina. Dokončena a zprovozněna byla v říjnu 2023.

## Trasa a zastávky

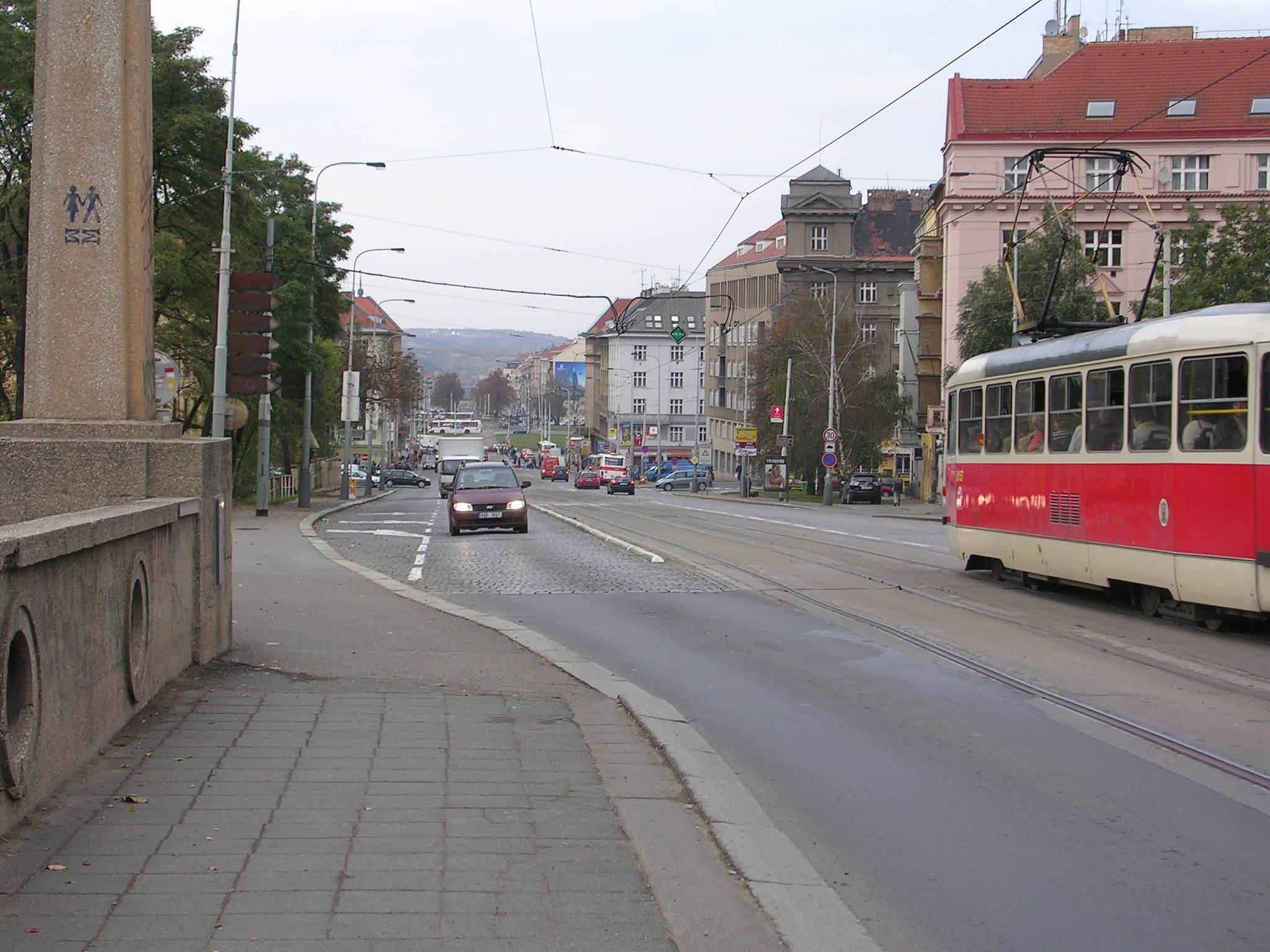
Svatovítská ulice, z mostu přes železniční Trať 120 směrem k Vítěznému náměstí (fotografie z roku 2008, před výstavbou nového mostu)

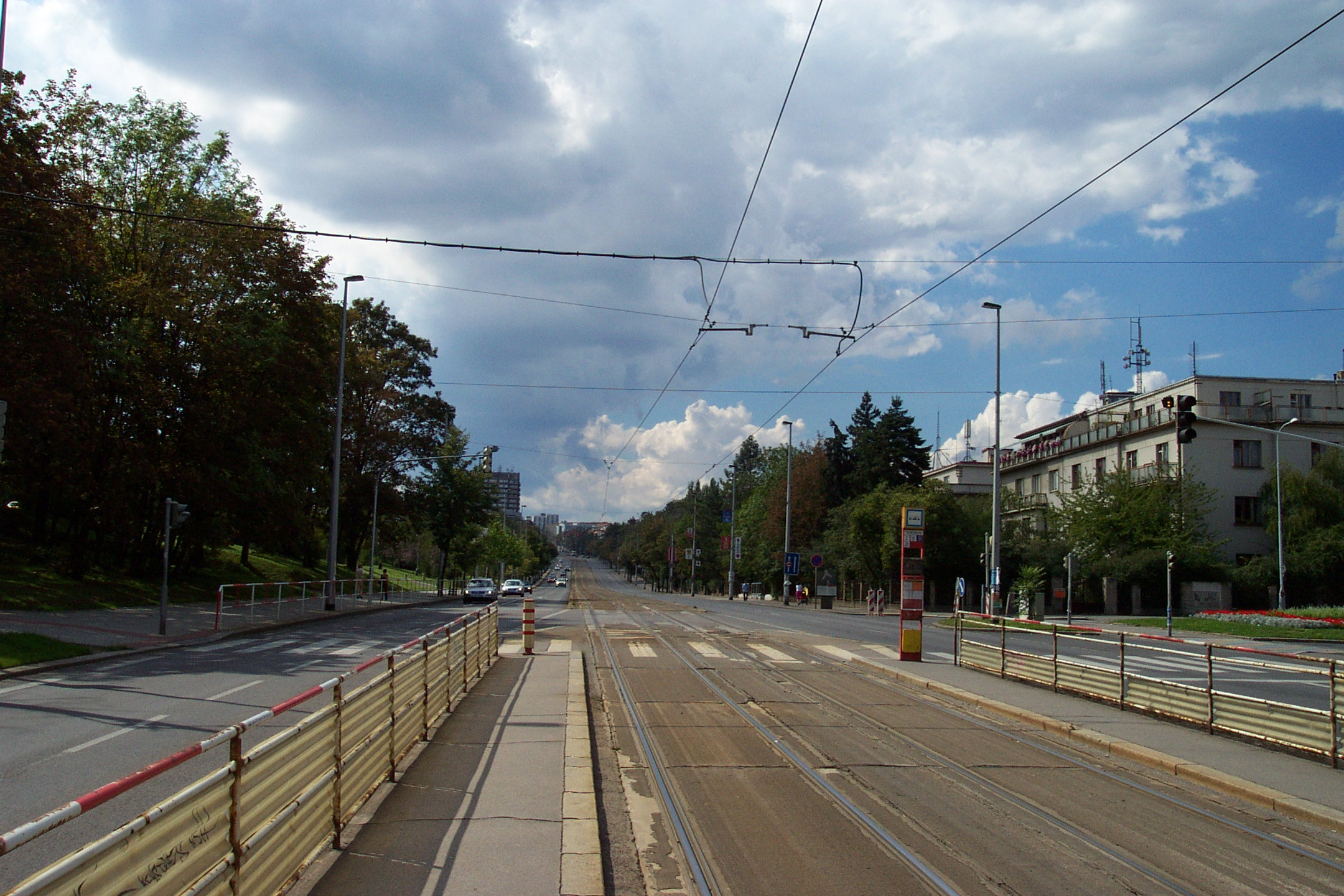
Evropská ulice, zastávka Thákurova

Trať je dvojkolejná, na tramvajovém pásu ve středu komunikace, v převážné části po zvýšeném tramvajovém pásu.
Křižovatka Prašný most je řízena světelným signalizačním zařízením. Přejezd přes Vítězné náměstí není žádnou signalizací řízen a tramvaj musí ve všech směrech dávat při přejíždění kruhového objezdu přednost silničním vozidlům. Významnější křižovatky na Evropské ulici jsou vybaveny SSZ, která pro silniční vozidla vytvářejí zelenou vlnu; umístění zastávek ve vztahu ke křižovatkám bylo navrženo tak, aby ani tramvaje nebyly v signálním plánu výrazně znevýhodněny.
- křižovatka Prašný most, napojení na trať po ulici Milady Horákové mezi zastávkami Hradčanská a Prašný most v blízkosti zastávky Prašný most
- ve Svatovítské ulici byla v roce 1929 zastávka Wuchterlova ul., v roce 1938 zde zastávka nebyla, v roce 1948 zde byla zastávka Starodružníků, v 70. letech Václavkova
- Vítězné náměstí, zastávky v obou směrech, stanice metra Dejvická (do r. 1990 Leninova, kolem r. 1948 Nám. pres. Beneše, kolem roku 1938 Nám. Vítězství, asi do roku 1932 Na Růžku)
- křižovatka Vítězné náměstí, odbočení trati do zastávky Podbaba
- Dejvická, zastávky v obou směrech, stanice metra Dejvická (původně zde zastávka nebyla, v roce 1938 byla v těchto místech zastávka Šolínova ulice, v r. 1948 zde zastávka nebyla, v letech 1978–1990 Leninova)
- Thákurova, zastávky v obou směrech (původně Masarykova kolej)
- Hadovka, zastávky v obou směrech (původně a ještě v roce 1938 Staré Dejvice, v roce 1948 již Hadovka)
- Na Pískách, zastávky v obou směrech (do 6. dubna 2015 název Bořislavka)
- Bořislavka, zastávky v obou směrech (do 6. dubna 2015 Horoměřická), nad stanicí metra Bořislavka
- Sídliště Červený Vrch, zastávky v obou směrech
- Červený Vrch, zastávky v obou směrech
- odbočení do smyčky Červený vrch
- Nádraží Veleslavín, zastávky v obou směrech, u stanice metra Nádraží Veleslavín
- Nad Džbánem, zastávky v obou směrech (dříve Koospol, předtím Cihelna)
- Vozovna Vokovice, zastávka ve směru z centra
- odbočka do vozovny Vokovice (na odbočce je občasná nástupní zastávka pro vyjíždějící spoje)
- Vozovna Vokovice, zastávka ve směru do centra
- Divoká Šárka, dvojkolejná protisměrná smyčka, výstupní a nástupní zastávky jsou ve smyčce

Zastávky na zrušeném úseku trati v Kladenské ulici:
- Bořislavka (předtím U Bořislavky)
- Gabrielka (předtím Na Gabrielce)
- Peroutka (předtím Vokovice)
- Nádraží Veleslavín

## Napojení
Prašný most: kolejová křižovatka tvaru T (s kompletním obloukovým propojením s tratí po ulici Milady Horákové). Ve směru od zastávky Hradčanská je před křižovatkou Prašný most samostatná předjízdná kolej pro odbočení k Vítěznému náměstí, což zvyšuje kapacitu křižovatky.
Vítězné náměstí: kolejová křižovatka tvaru T (s kompletním obloukovým propojením) se nachází uvnitř kruhového objezdu. Vyjíždění z vnitřku kruhového objezdu se považuje za vyjíždění z místa ležícího mimo pozemní komunikaci, takže tramvaje musejí ve všech směrech dávat přednost silničním vozidlům jedoucím po objezdu. Trať k zastávce Nádraží Podbaba v přímém směru navazuje na trať ze Svatovítské ulice (od Prašného mostu), zatímco trať k Divoké Šárce odbočuje v pravém úhlu doleva.
Vozovna Vokovice: do roku 2015 nebylo možné do vozovny přímo odbočit, protože v ní nebylo možné žádným způsobem vůz otočit; zatahující vozy musely přejet křižovatku Evropská – Do vozovny (platí pro směr z centra i do centra) a poté přes zajišťovací výhybku couvat do částečně jednokolejné trati v ulici Do vozovny, jižně od Evropské ulice. V roce 2015 byla ve vozovně vybudována objízdná kolej a nutnost couvání z Evropské odpadla. Vyjíždějící spoje mají občasnou nástupní zastávku v ulici Do vozovny.
Divoká Šárka: ve směru z centra trať pokračuje vpravo do smyčky Divoká Šárka, v přímém směru pokračuje trať na Dědinu, otevřená v roce 2023

## Obratiště

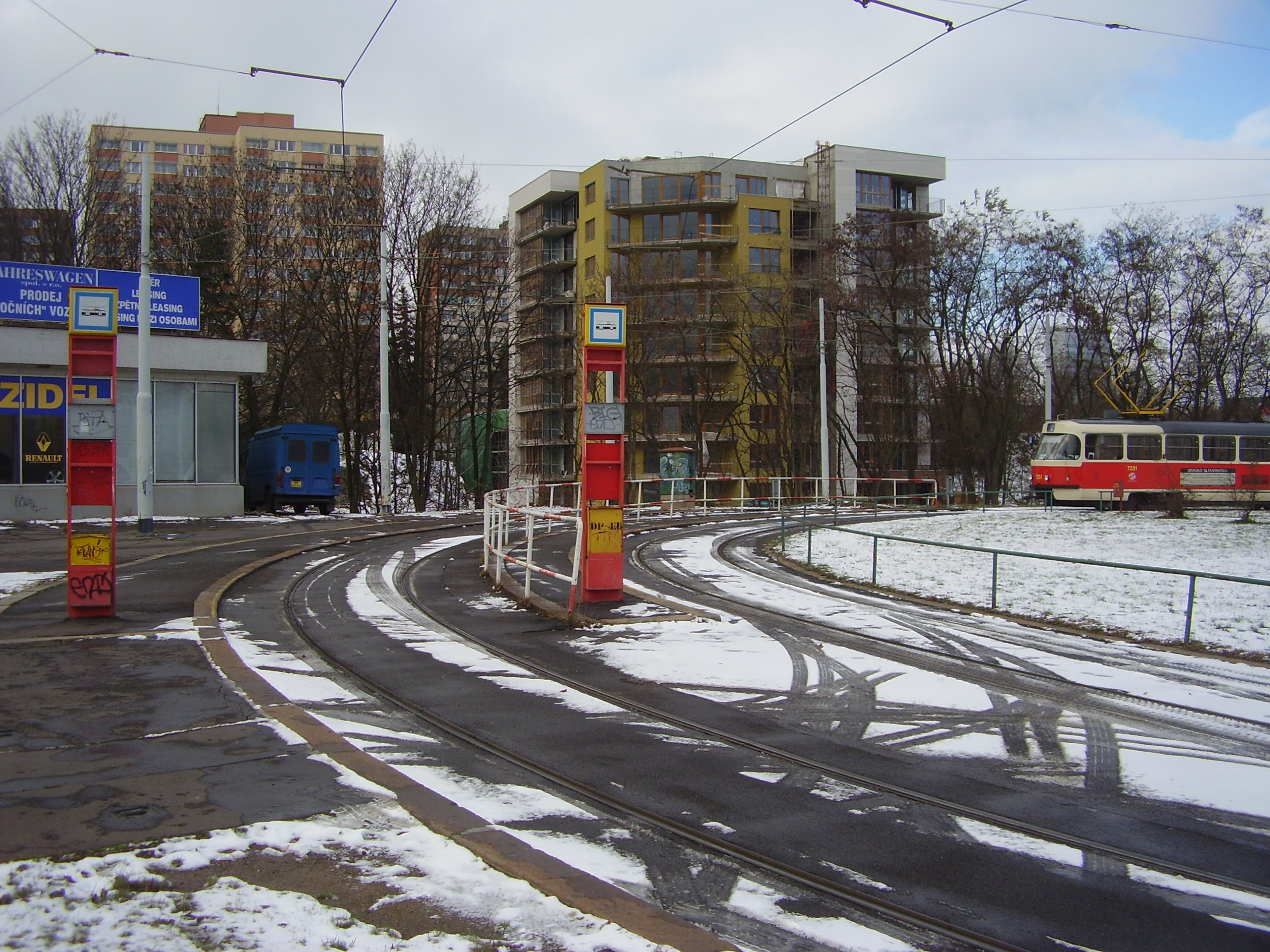
Odjezdové pozice se zastávkovými sloupky na obratišti Červený vrch, 2008.

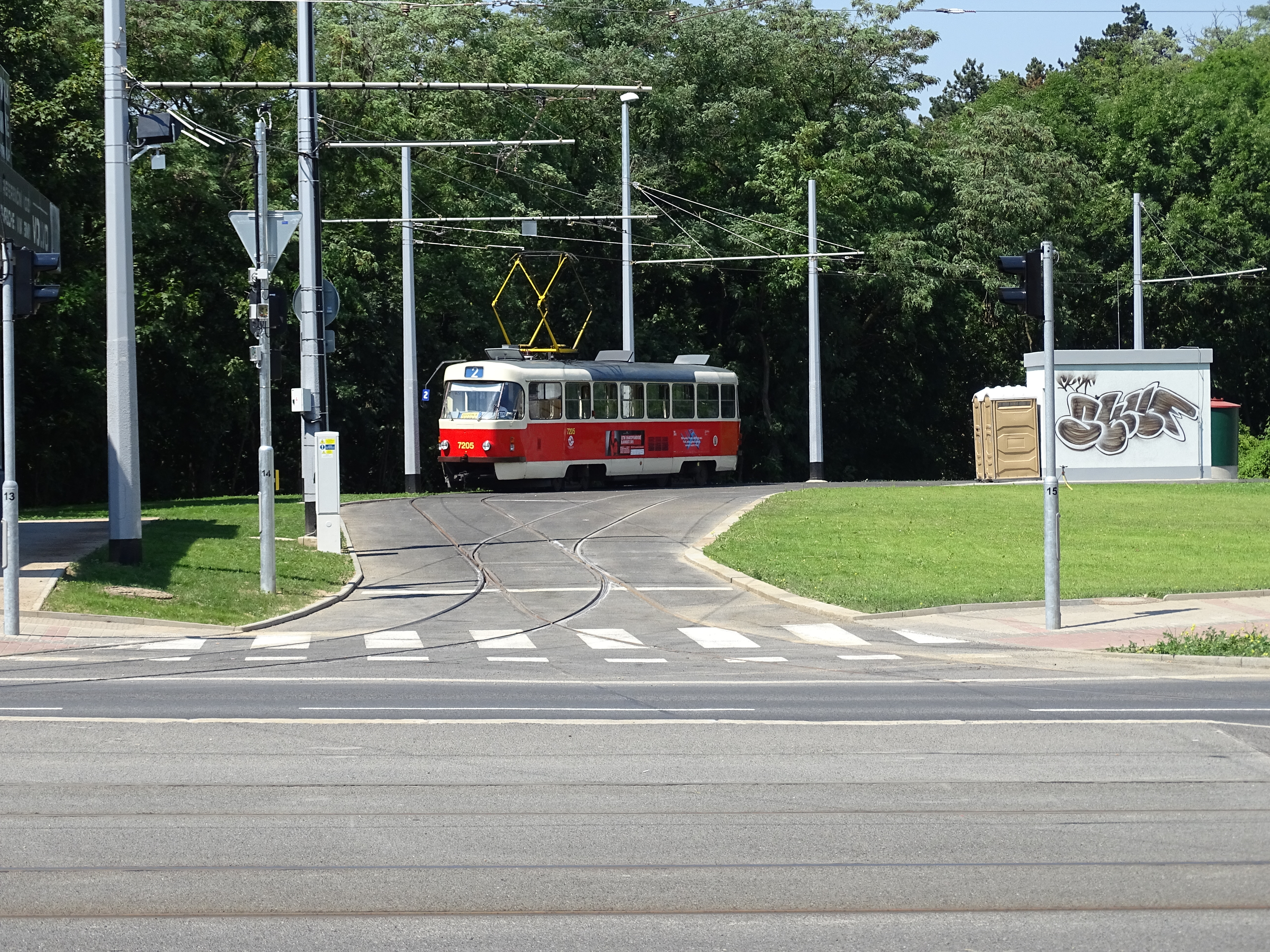
Smyčka Červený vrch po obnovení v roce 2015.

Tramvajová smyčka Červený vrch bylo dvojkolejné, jednosměrné obratiště (tzn. s předjízdnou kolejí), umístěné mimo pozemní komunikaci, severně od Evropské ulice. Na trať v Evropské ulici byla smyčka napojena pouze jedním směrem, tj. mohly zde končit tramvaje pouze ve směru z centra a vyjíždět pouze směrem do centra. Výstupní zastávka se nachází na hlavní trati v Evropské ulici, nástupní zastávky leží na obou kolejích smyčky. Vjezd i výjezd ze smyčky byly soustředěny do jedné „křižovatky“. Během podzimu a zimy 2010 byla smyčka kvůli výstavbě stanice metra Červený Vrch (nakonec Bořislavka) snesena, po dokončení metra v roce 2015 byla smyčka obnovena bez nástupních zastávek a s možností využití smyčky v obou směrech, tj. ve směru z centra i z Divoké Šárky.

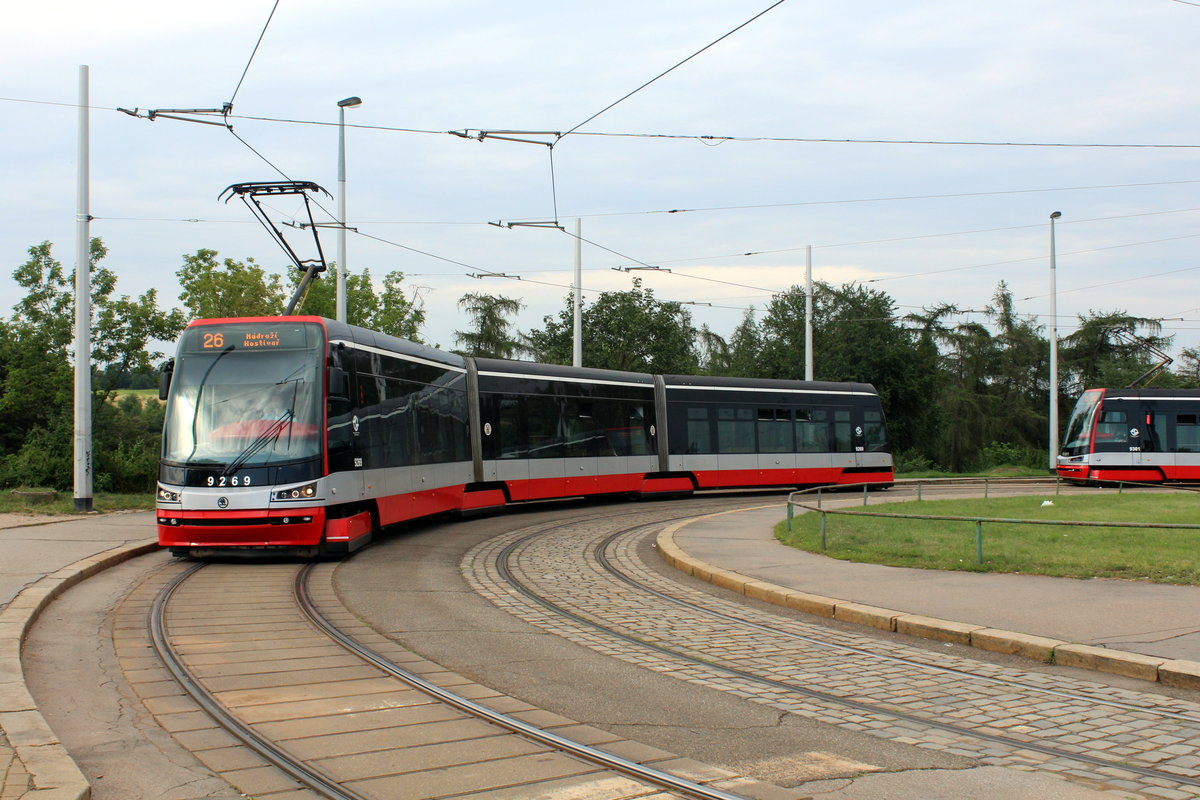
Tramvaje Škoda 15T ve smyčce Divoká Šárka.

Tramvajová smyčka Divoká Šárka je jednokolejná, umístěná mimo pozemní komunikaci, severně od Evropské ulice. Výstupní i nástupní zastávky jsou umístěny ve smyčce. Na prostor smyčky přímo navazuje přírodní park Divoká Šárka. Smyčka kříží vozovku Evropské ulice na dvou místech, součástí smyčky je tak vlastně i krátký úsek středového tramvajového pásu v Evropské ulici.

## Provoz
Linkové vedení procházelo v průběhu historie mnoha obměnami. V roce 1920 jezdila na konečnou Staré Dejvice linka 20, na konečnou Podbaba linka 7, v zastávce Na Růžku končila linka 23. V roce 1938 jezdila k vokovické vozovně linka 11, na Bořislavce končila linka 23 a do Podbaby jezdily linky 7 a 18; toto linkové vedení bylo ustálené nejméně do počátku 60. let. V roce 1975 končily v Divoké Šárce linky 11 a 30, na Červeném Vrchu linka 25, k Hotelu International jezdily linky 18 a 23. V letech 1978-1986 končily na Divoké Šárce linky 2 a 25, na Červeném Vrchu linka 18 a u Hotelu International linka 26. Od roku 1986 končily v Divoké Šárce linky 20 a 26, na Červeném Vrchu linka 2 a v Podbabě linky 20 a 25.
Od roku 2015 jezdily do Divoké Šárky linky 20, 26 a noční 51 (od dubna 2017 jako 91) k Nádraží Podbaba linky 8 a 18.
Po roce 1978 měla trať především funkci napaječe ke stanici metra Dejvická, ale význam má i pro přímé spojení s oblastí Letné a Holešovic a s centrem.
Do zprovoznění úseku metra V.A dne 6. dubna 2015 (a souvisejícího přejmenování zastávek Bořislavka a Horoměřická) platilo následující: byly ve větší části trasy s tratí v souběhu městské autobusové linky 119 a 218 (mající v úseku méně zastávek) a v úseku Dejvická – Horoměřická navíc i autobusové linky směrem na Jenerálku (161, 254 a příměstské). Tramvajová trať tak sloužila převážně k obsluze území v docházkové vzdálenosti, zatímco vzdálenější obce a čtvrti (Ruzyně, Nebušice, Přední Kopanina, Horoměřice) byly obsluhovány autobusovými linkami přímo od stanice metra Dejvická bez nutnosti použít tramvaj. U zastávek Vítězné náměstí, Dejvická, Bořislavka, Horoměřická a Divoká Šárka jsou významnější přestupové body mezi tramvají a autobusy. U zastávky Horoměřická bývalo až do počátku 90. let autobusové stanoviště příměstské dopravy do oblasti Horoměřic; tyto autobusové linky však byly v rámci zahrnutí do PID prodlouženy ke stanici metra. Na Bořislavce se tramvajová trať v minulosti křížila s trolejbusovou tratí ze Střešovic ke sv. Matěji.
V roce 2020 jsou v souběhu s tramvajovými linkami linky městských autobusů 119 směr Letiště Václava Havla, 225 směr Velká Ohrada (vybrané spoje pokračují z Nádraží Veleslavín do Nových Vokovic) a příměstských autobusů v úseku Nádraží Veleslavín - Divoká Šárka. V této zastávce je návaznost také na linky 108 směr Sídliště Na Dědině a Dejvická, 191 (směr Ciolkovského/Obchodní centrum Šestka/Letiště a Na Knížecí) a noční 910 mající trasu Letiště - Na Beránku (Modřany). U stanice metra Bořislavka vyjíždějí kromě příměstských linek městské linky 131 směr Hradčanská, 161 směr Přední Kopanina, 216 směr Baba a noční linka 907 směr Letiště Václava Havla a Lipence. U zastávky Thákurova je návaznost na linku 108 (Dejvická - Sídliště Na Dědině) a u stanice metra Dejvická se nachází významný přestup na městské linky do Suchdola, Lysolají a Nebušic. 